# Hegységképződés
A hegységképződés a hegységrendszereket kialakító, emberi léptékkel nagyon lassú, millió években mérhető folyamat.
Hegységek földkéreglemezek töréséből (vetődés), vagy ütközéséből jöhetnek létre, gyűrődéssel illetve vulkanikus tevékenység eredményeképpen. A születés módjától, a találkozó lemezek minőségétől függő mértékben játszik szerepet a hegységképződésben az üledék.
A hegységképződés egy részét az izosztázia jelensége magyarázza. Ez a gravitáció földfelszíni eloszlásának egyenetlenségeit, illetve az ebből eredő mozgásokat jelenti: a kéreglemezek vastagsága és sűrűsége megszabja azt az egyensúlyi magasságot, amelyre egy lemeznek az asztenoszférában úszva ki kell emelkednie, vagy lesüllyednie. (A jelenséget az 1840-es években úgy fedezték fel, hogy India Karliana és Kalianpur nevű városainak távolságát lemérve a csillagászati mérés a szárazfölditől 177 méterrel eltérő eredményt adott, mert a csillagászati mérésben használt mérőón nem a Föld középpontja felé mutatott, hanem kitért a Himalája irányába – de sokkal kevésbé, amint azt a hegység becsült tömege indokolta volna.)
Két lépcsője a tektogenezis, azaz szerkezetképződés és az orogenezis, azaz hegységképződés (sulinet.hu). Vitatott ezek és az epirogenezis (szárazulatképződés) kapcsolata.

## Epirogenezis
Az epirogenezis globális szárazulatképződés, a Föld nagy részére, de legalább nagy tengermedencékre kiterjedő tengerszint-süllyedés vagy térszín-emelkedés.
A tengerszint lassú csökkenésének hatására a self (kontinentális talapzat) egyre nagyobb része kerül szárazra. A szárazföldön ezért inkább erózió az, mintsem az üledékképződés jellemző, vagyis üledékhézag keletkezik – egyfelől nem képződik új üledék, másfelől a korábbi üledékek is lepusztulnak. (Az epirogenezis ellentéte a thalasszogenezis, ami nem jár üledékhézaggal.) Az epirogenezis nem tévesztendő össze mindig a lokális jellegű, izolált izosztatikus mozgásokkal. Az epirogenezis nem jár hegységképződéssel, nem változtatja meg a kéreg szerkezetét és nem a tektonikus mozgások függvénye. Ellenkezőleg: egyes vélemények szerint orogén mozgásokkal egyidőben nem mehet végbe.

## Tektogenezis
A tektogenezis a hegységképződés előkészítő fázisa, a hegységképződésben részt vevő tektonikai szerkezetek kifejlődése.
Amikor úgy találkozik két kéreglemez, hogy legalább egyikük óceáni, ezek ütközésekor a nehezebbik a másik alá nyomul, ez a folyamat a szubdukció (betolódás). Ez az a folyamat, amelyben az óceánközépi hátságoknál mindkét irányba termelődő óceáni litoszféralemez megsemmisül az alátolódási (szubdukciós) zónák mentén (Horváth, 2006). Ha az ütköző óceáni lemez már elég idős (30 millió évnél öregebb), tehát eléggé lehűlt, sűrűbb, mint alatta az asztenoszféra, tehát ha elkezd alábukni, akkor rá nem felhajtó-, hanem húzóerő hat: mai ismereteink szerint ez az úgynevezett árokhúzás (trench-pull) adja a lemezeket hajtó erő döntő részét körülbelül 90(!)%-át. Hatására a meghajlott lemez hátragördül (ez az angolul roll-back-nek nevezett jelenség), azaz a szubdukciós zóna hátra, az óceán felé mozog, létrehozva a szigetíveket és a mögöttes („extenziós”) peremi medencéket.
Ez a folyamat látható végig a Csendes-óceán nyugati szegélyén. A keleti szegélyén, Közép- és Dél-Amerika partjainál viszont az alátolódó lemez még fiatal és meleg, tehát nem gördül hátra. Nem alakul ki szigetív, a vulkáni ív mögötti területen erős a kompresszió. A Föld szeizmikus energiájának döntő hányada az alátolódó lemezekben szabadul fel, de az igazán nagy földrengések többsége kelet-pacifikus alátolódások mentén robban ki.
Az ütközés frontja előtt mélytengeri árkok alakulnak ki – ilyen a Földközi-tengerben a Sztrabón-árok és a Plinius-árok. Ezekben a régebbi szakszóval geoszinklinálisnak nevezett árkokban halmozódik fel az az üledék, amiből kőzetté válva a hegységek anyaga lesz. A tektogenezis az a szakasz, amelyben a teknőkben az üledék egy része összetorlódik és meggyűrődik.
A felhalmozódott üledék más része az alábukó lemezzel a szomszéd lemez szegélye alá préselődik, és ott részben megolvad – a felemelkedő magmából lesznek a szigetív típusú vulkánok.
Az előbbiekhez hasonló módon alakulnak ki hegységrendszerek két óceáni lemez ütközésekor is. Az így kialakult hegyeket szigeteknek látjuk. A Csendes-óceán medencéjét nyugatról határoló árkokban (Mariana-árok, Kermadec-árok, Tonga-árok) a Csendes-óceáni-lemez idősebb darabjai buknak a fiatalabb Ausztrál lemez alá (akg.hu).

## Orogenezis
Tágabb értelemben az orogenezis a teljes hegységképződés, szűkebb értelemben a kisebb területi egységek felgyűrődése, kiemelkedése (ami a tektogenezist követi). Többnyire szakaszos; egyes szakaszai az orogén fázisok (tektonikai fázisok).
Az orogenezis szóból ered az orogén szakszó, amely a hegységképződés övezetét, a deformált kéregrészt jelöli. (Az orogén övezet nem azonos a hegyvonulattal: az idősebb orogén övek hegyei már teljesen erodálódtak.)
Két kontinentális lemez ütközése a kollízió: a kontinentális lemezek átlagos sűrűsége (2,8 g/cm³) annyival kisebb, mint a köpenyé (3,4 g/cm³), hogy tartós alábukásra képtelen. Ezért a két lemez úgy feszül egymásnak, hogy a peremvidéken mindkettő anyaga felgyűrődik. Ilyen folyamat az Eurázsiai-hegységrendszer felgyűrődése, és ezen belül például Elő-India és Ázsia ütközése, aminek eredménye a Himalája felgyűrődése. Ilyenkor az ütközés teljesen  fölemészti a két szárazföldi lemezt eredetileg elválasztó és az ütközés közben alábukó óceáni kérget, a rajta lerakódott üledék redőkbe gyűrődik, és az ütköző lemezek kipréselik maguk közül. Ezek az üledékes kőzetek adják a feltorlódó lánchegység fő tömegét (sulinet.hu).